# Brandon Linder
Brandon Linder (* 25. Januar 1992 in Southwest Ranches, Florida) ist ein ehemaliger US-amerikanischer American-Football-Spieler auf der Position des Centers. Er spielte von 2014 bis 2021 bei den Jacksonville Jaguars in der National Football League (NFL).

## Frühe Jahre
Linder ging in Fort Lauderdale, Florida, auf die Highschool. Später besuchte er die University of Miami.

## NFL
Linder wurde im NFL Draft 2014 in der vierten Runde an 93. Stelle von den Jacksonville Jaguars ausgewählt. Er avancierte direkt in seinem ersten Profijahr zum Stammspieler auf seiner Position bei den Jaguars und absolvierte 15 Partien von Anfang an. In seiner zweiten Profisaison wurde er nach dem dritten Spieltag auf die Injured Reserve List gesetzt, womit die Saison für ihn beendet war.
Am 25. Juli 2017 unterschrieb Linder einen Fünfjahresvertrag über 51,7 Millionen US-Dollar bei den Jaguars, was ihm zum bestbezahlten Center aller Zeiten in der NFL machte. In der darauffolgenden Saison verpasste er drei Ligaspiele auf Grund einer Krankheit. In der Saison 2018 erlitt Linder am zehnten Spieltag eine Knieverletzung, welche das Saisonaus für ihn bedeutete. In der Saison 2020 verpasste er die letzten vier Saisonspiele auf Grund einer Knöchelverletzung. In der Saison 2021 verletzte sich Linder erneut am Knöchel, weshalb er nach dem fünften Spieltag auf die Injured Reserve List gesetzt wurde. Am 27. November wurde er wieder aktiviert, er absolvierte insgesamt neun Partien in der Saison.
Am 28. März 2022 beendete er seine Karriere.